# Darnózseli
Darnózseli (deutsch Dornach-Schöllern) ist ein Ort mit 1600 Einwohnern im Zentrum der Kleinen Schüttinsel (Szigetköz), die die größte Insel Ungarns ist. Sie wird von der Alten Donau und der Moson-Donau umschlossen.
In Darnózseli gibt es eine Friedhofskapelle, die im Jahre 1787 erbaut wurde. Dort entstand dann auch eine selbstständige Pfarrstelle. Das Presbyterium wurde rekonstruiert und kann heute auf dem Friedhofsgelände besichtigt werden. Die derzeitige Kirche wurde 1930 im neoklassizistischen Stil erbaut. Das Dorfbild ist geprägt von traditionellen ungarischen Wohnhäusern. Eine weitere Attraktion sind einige 100-jährige Eichen („Milleniumseichen“), welche anlässlich des 1000. Jahrestags der ungarischen Eroberung gepflanzt wurden. Im Zseli-Wald befindet sich außerdem ein Denkmal für die napoleonischen Schlachten.
Darnózseli ist umgeben von Landschaftsschutzgebieten und unweit des UNESCO-Weltnaturerbes Fertő-Hanság. Der internationale Donauradweg führt direkt durch Darnózseli. Ferner lädt die Insel zu allerlei sportlichen Aktivitäten wie Wandern, Inlineskaten, Wassersport, Reiten, Golf, Angeln, Jagen, Luftsport und Bogenschießen sowie im Sommer zum Schwimmen und im Winter zum Eislaufen ein. An den wenigen Schlechtwettertagen (1950 Stunden Sonnenschein pro Jahr) kann man in einem der nahe gelegenen Thermalbäder der Wellness frönen. In der Umgebung warten zahlreiche Schlösser, Burgen, Museen sowie malerische Dörfer ebenfalls auf einen Besuch; Märkte, Ausstellungen und viele Festivals runden das Kulturprogramm ab. Naturliebhaber finden eine sehr artenreiche Tier- und Pflanzenwelt vor.
Aufgrund der schönen Landschaft sowie der günstigen Immobilienpreise haben sich in Darnózseli bereits einige Deutsche und Österreicher angesiedelt.

## Persönlichkeiten
- László Sillai (1943–2007), Ringer